# Ormelle

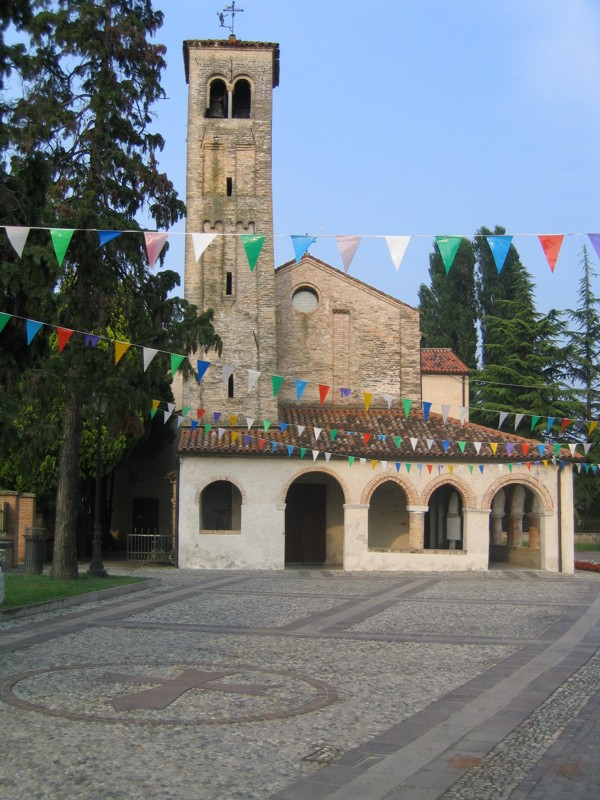
Kerk

Ormelle is een gemeente in de Italiaanse provincie Treviso (regio Veneto) en telt 4262 inwoners (31-12-2004). De oppervlakte bedraagt 18,8 km², de bevolkingsdichtheid is 227 inwoners per km².
De frazione Roncadelle e Tempio maakt deel uit van de gemeente.

## Demografie
Ormelle telt ongeveer 1430 huishoudens. Het aantal inwoners steeg in de periode 1991-2001 met 12,9% volgens cijfers uit de tienjaarlijkse volkstellingen van ISTAT.
| Jaar | Inwoneraantal |
| ---- | ------------- |
| 1991 | 3619          |
| 2001 | 4087          |

## Geografie
Ormelle grenst aan de volgende gemeenten: Breda di Piave, Cimadolmo, Fontanelle, Maserada sul Piave, Oderzo, Ponte di Piave en San Polo di Piave.